# Кам'янське-2 (автостанція)
Автостанція «Кам'янське-2» — допоміжна автостанція міста Кам'янське, що спеціалізується на приміських перевезеннях. Автостанція входить до складу ПАТ «Дніпропетровського обласного підприємства автобусних станцій».

## Основні місцеві напрямки
- Кам'янське-2 — Вільногірськ
- Кам'янське-2 — Кринички
- Кам'янське-2 — Аули
- Кам'янське-2 — Мишурин Ріг
- Кам'янське-2 — Лихівка
- Кам'янське-2 — Могилів (Дніпровський район)
- Кам'янське-2 — Цибульківка (Дніпровський район)
- Кам'янське-2 — Володимирівка (Кам'янський район)
- Кам'янське-2 — Гуляйполе (Кам'янський район)
- Кам'янське-2 — Лугове (Кам'янський район)
- Кам'янське-2 — Новопушкарівка
- Кам'янське-2 — Болтишка
- Кам'янське-2 — Березнуватівка
- Кам'янське-2 — Теплівка (Кам'янський район)

## Транзитний напрямок
- Кам'янське-1 — Магдалинівка